# 醋氯芬酸
醋氯芬酸（Aceclofenac）是一种類似於双氯芬酸的非甾体抗炎药（NSAID）。它用于缓解類風濕性關節炎、骨关节炎和强直性脊柱炎等疾病症狀以及這些疾病所引起的疼痛。
它于1983年成為专利藥，并于1992年被批准用于医疗用途。 

## 副作用
醋氯芬酸不应该讓紫質症患者、儿童服用，也不建議哺乳期以及在临产前的孕妇服用，因为它有可能导致动脉导管过早閉合，从而引起新生儿水肿。